# Olympische Sommerspiele 1968/Leichtathletik – 400 m (Männer)

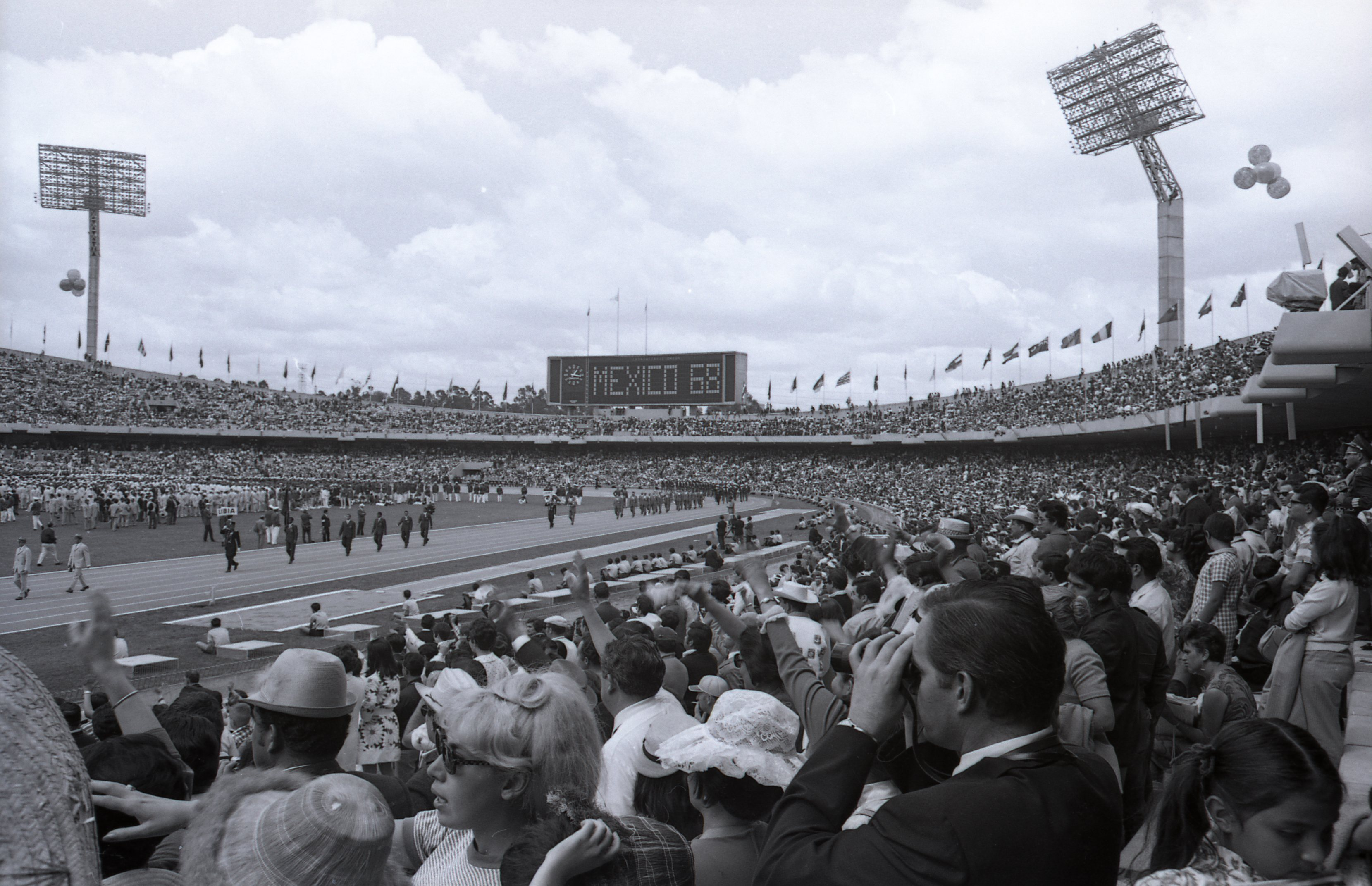
Das Olympiastadion während der Eröffnungsfeier 1968

Der 400-Meter-Lauf der Männer bei den Olympischen Spielen 1968 in Mexiko-Stadt wurde am 16., 17. und 18. Oktober 1968 im Estadio Olímpico Universitario ausgetragen. 55 Athleten nahmen teil.
Die US-Mannschaft konnte einen dreifachen Erfolg feiern. Olympiasieger in neuer Weltrekordzeit wurde Lee Evans vor Larry James und Ron Freeman.
Für die Bundesrepublik Deutschland – offiziell 'Deutschland' – starteten Manfred Kinder, Helmar Müller und Martin Jellinghaus. Während Kinder im Vorlauf ausschied, scheiterte Helmar Müller erst im Halbfinale. Jellinghaus schaffte es bis ins Finale, in dem er Fünfter wurde.
Die DDR – offiziell 'Ostdeutschland' – wurde durch Michael Zerbes und Wolfgang Müller vertreten. Beide überstanden die Vorläufe. Zerbes scheiterte im Viertel-, Wolfgang Müller im Halbfinale.

Läufer aus der Schweiz, Österreich und Liechtenstein nahmen nicht teil.

## Rekorde

### Bestehende Rekorde
| Weltrekord         | 44,1 s | Larry James ( USA) | Echo Summit, USA       | 14. September 1968 |
| Olympischer Rekord | 44,9 s | Otis Davis ( USA)  | Finale OS Rom, Italien | 6. September 1960  |

### Rekordverbesserungen
Der Olympia- und der Weltrekord wurden je einmal verbessert:
- Olympischer Rekord: 44,8 s – Lee Evans (USA), Halbfinale am 17. Oktober
- Weltrekord: 43,8 s – Lee Evans (USA), Finale am 18. Oktober

## Durchführung des Wettbewerbs
55 Athleten traten am 16. Oktober zu den insgesamt acht Vorläufen an. Die jeweils vier erstplatzierten Läufer – hellblau unterlegt – erreichten das Viertelfinale am nachfolgenden Tag. Daraus qualifizierten sich die jeweils vier Laufbesten – wiederum hellblau unterlegt – für die nächste Runde, das Halbfinale, das ebenfalls am 17. Oktober durchgeführt wurde. Aus den Vorentscheidungen kamen ebenfalls die jeweils vier Laufbesten – hellblau unterlegt – weiter ins Finale, das am 18. Oktober stattfand.

## Zeitplan
16. Oktober, 15:40 Uhr: Vorläufe

17. Oktober, 15:20 Uhr: Viertelfinale

17. Oktober, 18:00 Uhr: Halbfinale
18. Oktober, 15:50 Uhr: Finale
Anmerkung: Alle Zeiten sind in Ortszeit Mexiko-Stadt (UTC −6) angegeben.

## Vorrunde
Datum: 16. Oktober 1968, ab 15:40 Uhr

### Vorlauf 1

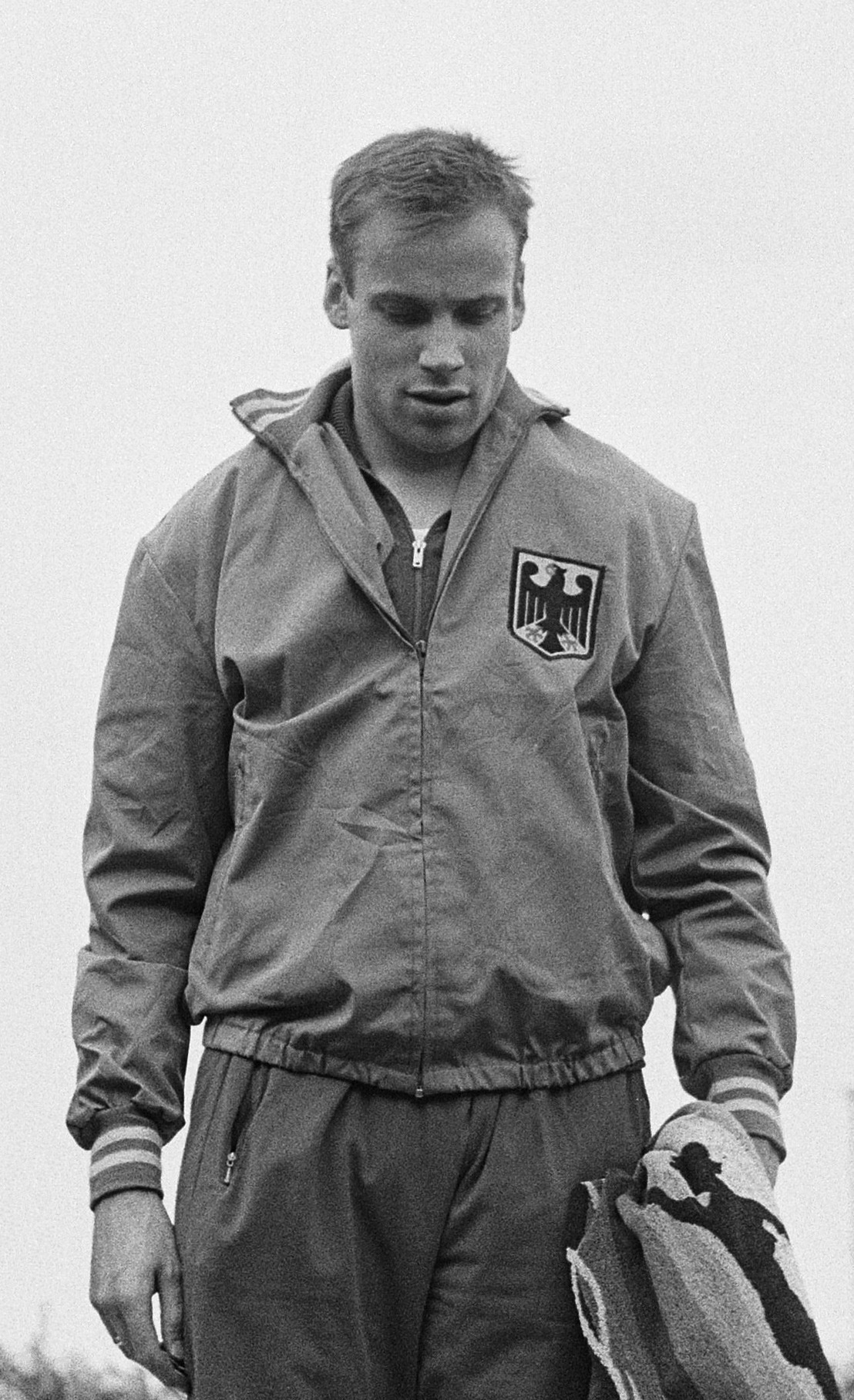
Manfred Kinder – ausgeschieden als Fünfter des ersten Vorlaufs

| Platz | Name              | Nation         | Offizielle Zeit handgestoppt | Inoffizielle Zeit elektronisch |
| ----- | ----------------- | -------------- | ---------------------------- | ------------------------------ |
| 1     | Lee Evans         | USA            | 45,3 s                       | 45,40 s                        |
| 2     | Claver Kamanya    | Tansania       | 45,7 s                       | 45,74 s                        |
| 3     | Christian Nicolau | Frankreich     | 45,7 s                       | 45,77 s                        |
| 4     | Sam Bugri         | Ghana          | 45,8 s                       | 45,88 s                        |
| 5     | Manfred Kinder    | BR Deutschland | 46,9 s                       | 46,95 s                        |
| 6     | Ezra Burnham      | Barbados       | 47,9 s                       | 47,94 s                        |

### Vorlauf 2
| Platz | Name              | Nation   | Offizielle Zeit handgestoppt | Inoffizielle Zeit elektronisch |
| ----- | ----------------- | -------- | ---------------------------- | ------------------------------ |
| 1     | Andrzej Badeński  | Polen    | 45,5 s                       | 45,52 s                        |
| 2     | Clifton Forbes    | Jamaika  | 45,7 s                       | 45,75 s                        |
| 3     | Larry James       | USA      | 45,8 s                       | 45,83 s                        |
| 4     | Daniel Rudisha    | Kenia    | 46,9 s                       | 46,96 s                        |
| 5     | Angelo Hussein    | Sudan    | 47,7 s                       | 47,80 s                        |
| 6     | Victor Asirvatham | Malaysia | 48,0 s                       | 48,02 s                        |

### Vorlauf 3
| Platz | Name               | Nation    | Offizielle Zeit handgestoppt | Inoffizielle Zeit elektronisch |
| ----- | ------------------ | --------- | ---------------------------- | ------------------------------ |
| 1     | Amadou Gakou       | Senegal   | 45,3 s                       | 45,39 s                        |
| 2     | Tegegne Bezabeh    | Äthiopien | 45,5 s                       | 45,60 s                        |
| 3     | Ron Freeman        | USA       | 45,6 s                       | 45,67 s                        |
| 4     | Rodobaldo Díaz     | Kuba      | 46,4 s                       | 46,48 s                        |
| 5     | Ramón Magariños    | Spanien   | 46,9 s                       | 46,92 s                        |
| 6     | Anthony Egwunyenga | Nigeria   | 47,3 s                       | 47,37 s                        |
| 7     | Francisco Menocal  | Nicaragua | 49,1 s                       | 49,14 s                        |

### Vorlauf 4

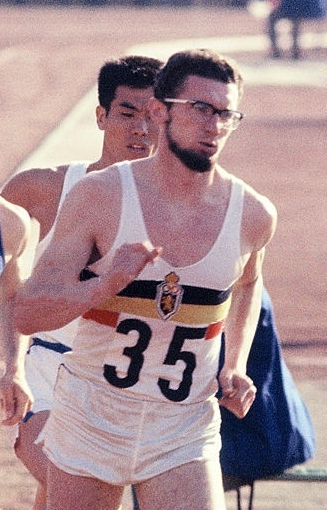
Jacques Pennewaert – ausgeschieden als Sechster des vierten Vorlaufs

| Platz | Name               | Nation         | Offizielle Zeit handgestoppt | Inoffizielle Zeit elektronisch |
| ----- | ------------------ | -------------- | ---------------------------- | ------------------------------ |
| 1     | Martin Jellinghaus | BR Deutschland | 46,4 s                       | 46,50 s                        |
| 2     | Pedro Grajales     | Kolumbien      | 46,7 s                       | 46,73 s                        |
| 3     | Michael Zerbes     | DDR            | 46,8 s                       | 46,84 s                        |
| 4     | Ross MacKenzie     | Kanada         | 47,0 s                       | 47,05 s                        |
| 5     | Howard Davies      | Großbritannien | 47,2 s                       | 47,30                          |
| 6     | Jacques Pennewaert | Belgien        | 48,5 s                       | 48,55 s                        |
| 7     | José Astacio       | El Salvador    | 52,9 s                       | 52,92 s                        |

### Vorlauf 5
| Platz | Name                 | Nation         | Offizielle Zeit handgestoppt | Inoffizielle Zeit elektronisch |
| ----- | -------------------- | -------------- | ---------------------------- | ------------------------------ |
| 1     | Amos Omolo           | Uganda         | 45,8 s                       | 45,85 s                        |
| 2     | Munyoro Nyamau       | Kenia          | 45,9 s                       | 45,91 s                        |
| 3     | Jean-Claude Nallet   | Frankreich     | 45,9 s                       | 45,93 s                        |
| 4     | Helmar Müller        | BR Deutschland | 45,9 s                       | 45,98 s                        |
| 5     | José Jacinto Hidalgo | Venezuela      | 46,3 s                       | 46,32 s                        |
| 6     | Carlos Martínez      | Kuba           | 47,2 s                       | 47,28 s                        |
| 7     | Tony Harper          | Bermuda        | 49,1 s                       | 49,18 s                        |

### Vorlauf 6
| Platz | Name                 | Nation                  | Offizielle Zeit handgestoppt | Inoffizielle Zeit elektronisch |
| ----- | -------------------- | ----------------------- | ---------------------------- | ------------------------------ |
| 1     | Jan Werner           | Polen                   | 45,9 s                       | 45,97 s                        |
| 2     | Martin Winbolt-Lewis | Großbritannien          | 46,2 s                       | 46,27 s                        |
| 3     | Mamman Makama        | Nigeria                 | 46,4 s                       | 46,49 s                        |
| 4     | Sergio Bello         | Italien                 | 46,5 s                       | 46,54 s                        |
| 5     | Eddy Téllez          | Kuba                    | 46,7 s                       | 46,80 s                        |
| 6     | Noel Carroll         | Irland                  | 46,8 s                       | 46,83 s                        |
| 7     | José L’Oficial       | Dominikanische Republik | 47,9 s                       | 47,93 s                        |

### Vorlauf 7
| Platz | Name                 | Nation         | Offizielle Zeit handgestoppt | Inoffizielle Zeit elektronisch |
| ----- | -------------------- | -------------- | ---------------------------- | ------------------------------ |
| 1     | Naftali Bon          | Kenia          | 46,2 s                       | 46,21 s                        |
| 2     | Jan Balachowski      | Polen          | 46,2 s                       | 46,23 s                        |
| 3     | Musa Dogonyaro       | Nigeria        | 46,2 s                       | 46,24 s                        |
| 4     | Gilles Bertould      | Frankreich     | 46,3 s                       | 46,31 s                        |
| 5     | Don Domansky         | Kanada         | 46,4 s                       | 46,46 s                        |
| 6     | Melesio Piña         | Mexiko         | 46,8 s                       | 46,81 s                        |
| 7     | Leslie Miller        | Bahamas        | 46,9 s                       | 46,99 s                        |
| 8     | Yoyaga Dit Coulibaly | Elfenbeinküste | 50,0 s                       | 50,11 s                        |

### Vorlauf 8
| Platz | Name               | Nation              | Offizielle Zeit handgestoppt | Inoffizielle Zeit elektronisch |
| ----- | ------------------ | ------------------- | ---------------------------- | ------------------------------ |
| 1     | Wolfgang Müller    | DDR                 | 46,6 s                       | 46,66 s                        |
| 2     | Colin Campbell     | Großbritannien      | 46,6 s                       | 46,66 s                        |
| 3     | Sergio Ottolina    | Italien             | 46,7 s                       | 46,78                          |
| 4     | Juan Carlos Dyrzka | Argentinien         | 46,3 s                       | 46,31 s                        |
| 5     | George Simon       | Trinidad und Tobago | 47,9 s                       | 47,95 s                        |
| 6     | Omar Ghizlat       | Marokko             | 48,2 s                       | 48,23 s                        |
| 7     | Kun Min-mu         | Taiwan              | 49,0 s                       | 49,07 s                        |

## Viertelfinale
Datum: 17. Oktober 1968, ab 15:20 Uhr

### Lauf 1

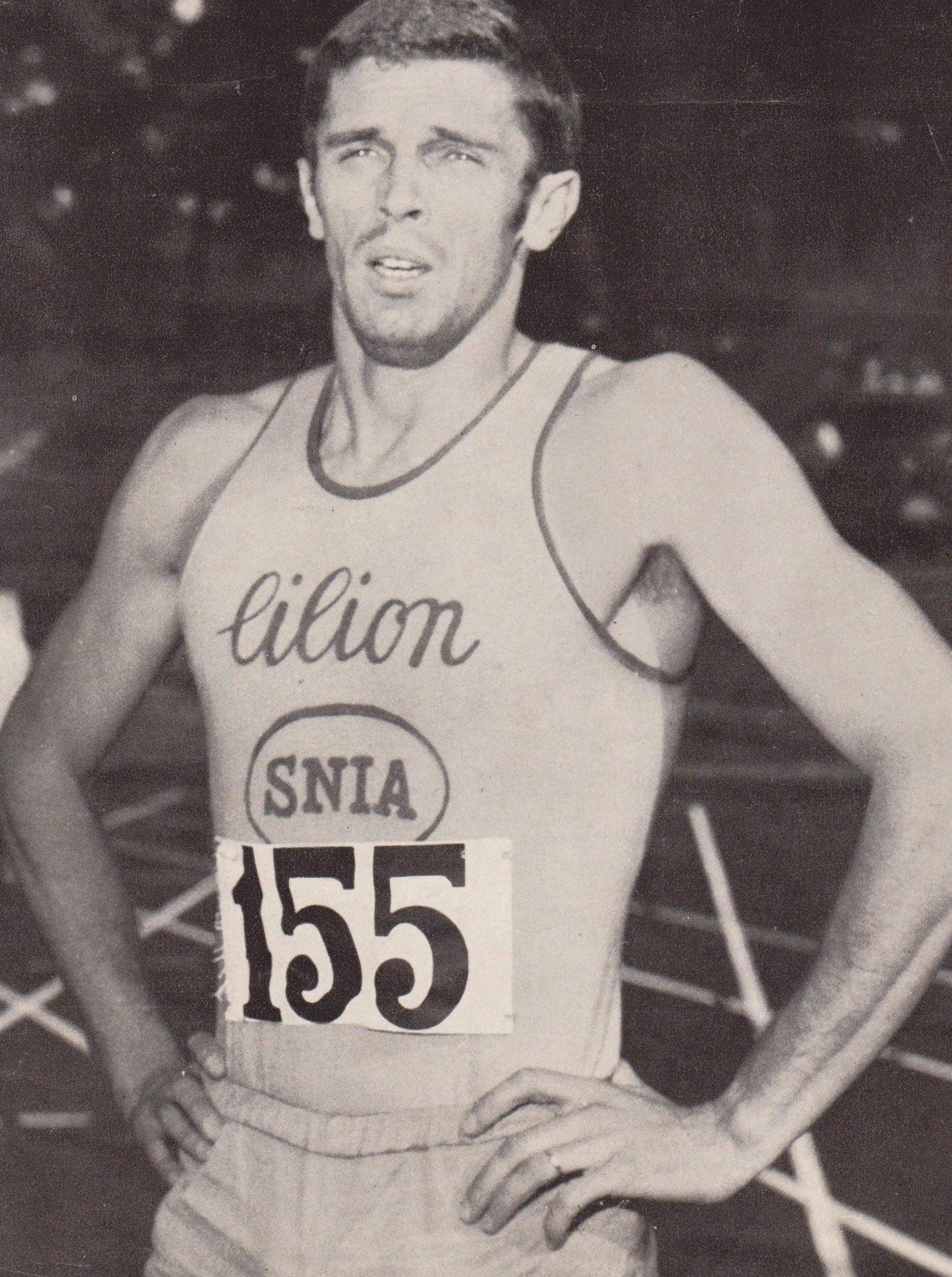
Sergio Bello – ausgeschieden als Achter des ersten Viertelfinals

| Platz | Name           | Nation         | Offizielle Zeit handgestoppt | Inoffizielle Zeit elektronisch |
| ----- | -------------- | -------------- | ---------------------------- | ------------------------------ |
| 1     | Amadou Gakou   | Senegal        | 45,5 s                       | 45,56 s                        |
| 2     | Larry James    | USA            | 45,7 s                       | 45,77 s                        |
| 3     | Claver Kamanya | Tansania       | 46,0 s                       | 46,03 s                        |
| 4     | Ross MacKenzie | Kanada         | 46,1 s                       | 46,15 s                        |
| 5     | Musa Dogonyaro | Nigeria        | 46,1 s                       | 46,19 s                        |
| 6     | Colin Campbell | Großbritannien | 46,3 s                       | 46,35 s                        |
| 7     | Naftali Bon    | Kenia          | 46,3 s                       | 46,39 s                        |
| 8     | Sergio Bello   | Italien        | 46,8 s                       | 46,84 s                        |

### Lauf 2
| Platz | Name               | Nation      | Offizielle Zeit handgestoppt | Inoffizielle Zeit elektronisch |
| ----- | ------------------ | ----------- | ---------------------------- | ------------------------------ |
| 1     | Amos Omolo         | Uganda      | 45,3 s                       | 45,33 s                        |
| 2     | Lee Evans          | USA         | 45,5 s                       | 45,54 s                        |
| 3     | Munyoro Nyamau     | Kenia       | 46,1 s                       | 46,12 s                        |
| 4     | Wolfgang Müller    | DDR         | 46,2 s                       | 46,32 s                        |
| 5     | Jan Balachowski    | Polen       | 46,3 s                       | 46,33 s                        |
| 6     | Rodobaldo Díaz     | Kuba        | 46,3 s                       | 46,38 s                        |
| 7     | Juan Carlos Dyrzka | Argentinien | 46,8 s                       | 46,85 s                        |
| DNS   | Christian Nicolau  | Frankreich  |                              |                                |

### Lauf 3

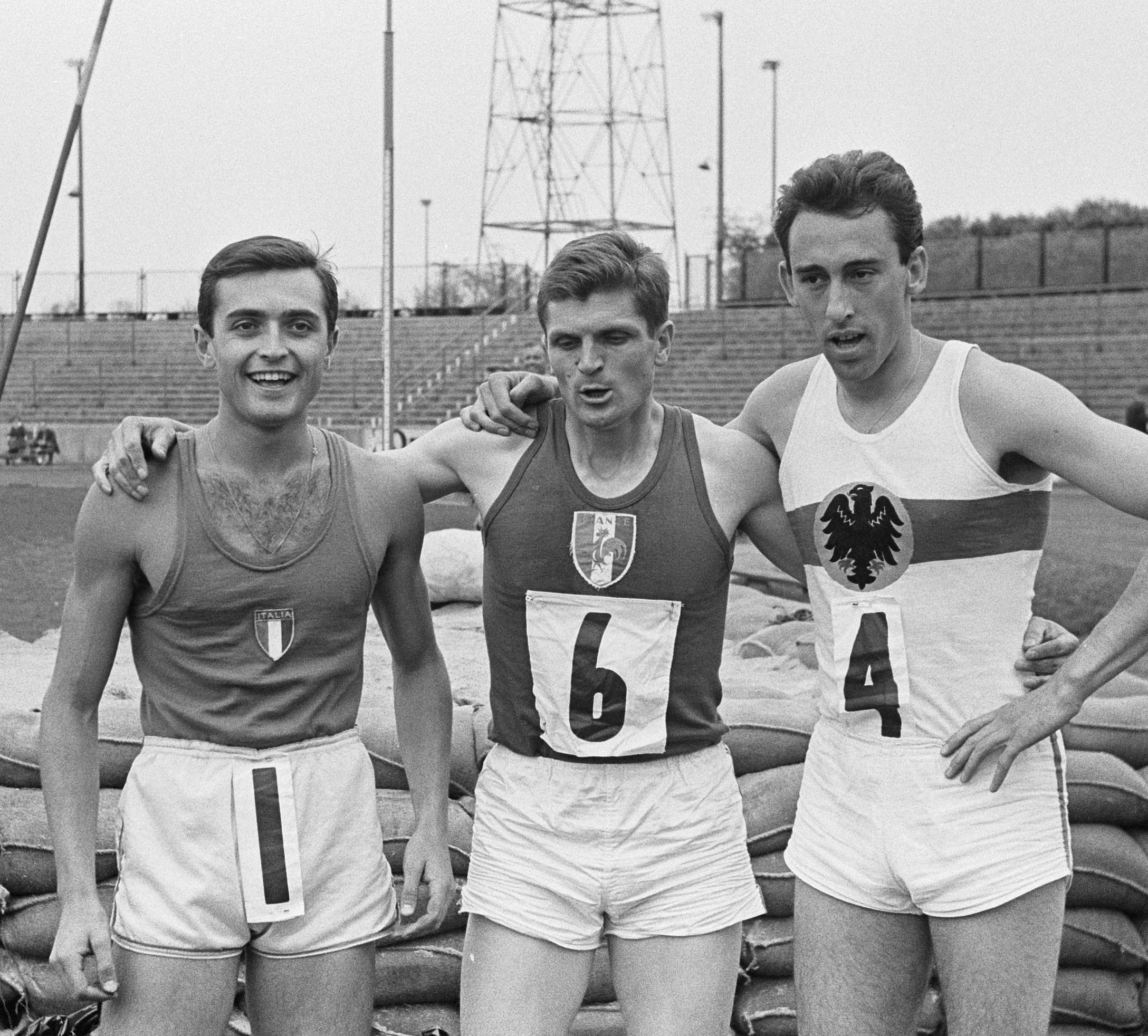
Sergio Ottolina (links) trat zu seinem Viertelfinalrennen nicht an

| Platz | Name               | Nation         | Offizielle Zeit handgestoppt | Inoffizielle Zeit elektronisch |
| ----- | ------------------ | -------------- | ---------------------------- | ------------------------------ |
| 1     | Jan Werner         | Polen          | 45,6 s                       | 45,63 s                        |
| 2     | Martin Jellinghaus | BR Deutschland | 45,9 s                       | 46,00 s                        |
| 3     | Tegegne Bezabeh    | Äthiopien      | 46,0 s                       | 46,02 s                        |
| 4     | Sam Bugri          | Ghana          | 46,0 s                       | 46,08 s                        |
| 5     | Clifton Forbes     | Jamaika        | 46,2 s                       | 46,29 s                        |
| 6     | Daniel Rudisha     | Kenia          | 47,6 s                       | 47,68 s                        |
| 7     | Gilles Bertould    | Frankreich     | 48,9 s                       | 48,91 s                        |
| DNS   | Sergio Ottolina    | Italien        |                              |                                |

### Lauf 4
| Platz | Name                 | Nation         | Offizielle Zeit handgestoppt | Inoffizielle Zeit elektronisch |
| ----- | -------------------- | -------------- | ---------------------------- | ------------------------------ |
| 1     | Ron Freeman          | USA            | 45,3 s                       | 45,31 s                        |
| 2     | Andrzej Badeński     | Polen          | 45,6 s                       | 45,60 s                        |
| 3     | Helmar Müller        | BR Deutschland | 45,7 s                       | 45,78 s                        |
| 4     | Jean-Claude Nallet   | Frankreich     | 45,7 s                       | 45,80 s                        |
| 5     | Martin Winbolt-Lewis | Großbritannien | 45,9 s                       | 45,91 s                        |
| 6     | Michael Zerbes       | DDR            | 46,1 s                       | 46,19 s                        |
| 7     | Mamman Makama        | Nigeria        | 46,4 s                       | 46,41 s                        |
| 8     | Pedro Grajales       | Kolumbien      | 46,5 s                       | 46,53 s                        |

## Halbfinale
Datum: 17. Oktober 1968, ab 18:00 Uhr

### Lauf 1
| Platz | Name             | Nation         | Offizielle Zeit handgestoppt | Inoffizielle Zeit elektronisch |
| ----- | ---------------- | -------------- | ---------------------------- | ------------------------------ |
| 1     | Amadou Gakou     | Senegal        | 45,1 s                       | 45,17 s                        |
| 2     | Ron Freeman      | USA            | 45,4 s                       | 45,47 s                        |
| 3     | Andrzej Badeński | Polen          | 45,4 s                       | 45,50 s                        |
| 4     | Tegegne Bezabeh  | Äthiopien      | 45,5 s                       | 45,60 s                        |
| 5     | Sam Bugri        | Ghana          | 45,9 s                       | 45,92 s                        |
| 6     | Helmar Müller    | BR Deutschland | 46,2 s                       | 46,22 s                        |
| 7     | Claver Kamanya   | Tansania       | 46,2 s                       | 46,22 s                        |
| 8     | Wolfgang Müller  | DDR            | 48,3 s                       | 48,37 s                        |

### Lauf 2
| Platz | Name               | Nation         | Offizielle Zeit handgestoppt | Inoffizielle Zeit elektronisch |
| ----- | ------------------ | -------------- | ---------------------------- | ------------------------------ |
| 1     | Lee Evans          | USA            | 44,8 s OR                    | 44,83 s                        |
| 2     | Larry James        | USA            | 44,9 s000                    | 44,88 s                        |
| 3     | Martin Jellinghaus | BR Deutschland | 44,9 s000                    | 45,06 s                        |
| 4     | Amos Omolo         | Uganda         | 45,4 s000                    | 45,52 s                        |
| 5     | Jan Werner         | Polen          | 45,7 s000                    | 45,75 s                        |
| 6     | Munyoro Nyamau     | Kenia          | 46,3 s000                    | 46,37 s                        |
| 7     | Jean-Claude Nallet | Frankreich     | 49,0 s000                    | 49,01 s                        |
| 8     | Ross MacKenzie     | Kanada         | 49,2 s000                    | 49,28 s                        |

## Finale

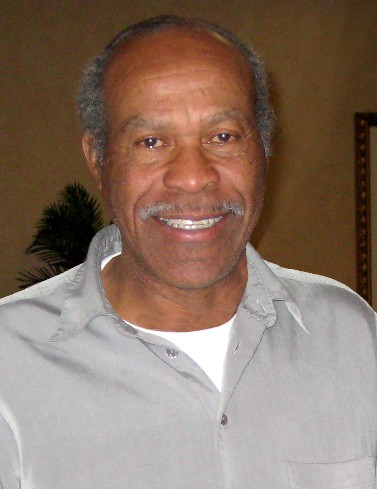
Lee Evans (Foto: 2008) lief mit Weltrekord zum Olympiasieg

Datum: 18. Oktober 1968, 15:50 Uhr
| Platz | Name               | Nation         | Offizielle Zeit handgestoppt | Inoffizielle Zeit elektronisch |
| ----- | ------------------ | -------------- | ---------------------------- | ------------------------------ |
| 1     | Lee Evans          | USA            | 43,8 s WR                    | 43,86 s                        |
| 2     | Larry James        | USA            | 43,9 s000                    | 43,97 s                        |
| 3     | Ron Freeman        | USA            | 44,4 s000                    | 44,41 s                        |
| 4     | Amadou Gakou       | Senegal        | 45,0 s000                    | 45,01 s                        |
| 5     | Martin Jellinghaus | BR Deutschland | 45,3 s000                    | 45,33 s                        |
| 6     | Tegegne Bezabeh    | Äthiopien      | 45,4 s000                    | 45,42 s                        |
| 7     | Andrzej Badeński   | Polen          | 45,4 s000                    | 45,42 s                        |
| 8     | Amos Omolo         | Uganda         | 47,6 s000                    | 47,61 s                        |

Favorit für den Olympiasieg war der US-Amerikaner Lee Evans, der bei den US-Trials gewonnen hatte und mit 44,0 s unter dem bestehenden Weltrekord geblieben war. Er hatte jedoch wie John Carlos über 200 Meter die speziell für Kunststoffbeläge entwickelten sogenannten Bürstenschuhe getragen, die 68 kurze „Nägel“ aufwiesen anstelle der sonst üblichen höchstens sechs Dornen pro Schuh. Deren Einsatz wurde von der IAAF nicht genehmigt. Somit konnte Evans Leistung nicht als Weltrekord anerkannt werden. Larry James, der mit einem zugelassenen Schuhmodell gelaufen war, hatte als Zweiter dieses Rennens 44,1 s Sekunden erzielt und war somit Weltrekordinhaber. James wurde als stärkster Konkurrent für Evans eingeschätzt. Dahinter galt der dritte US-Amerikaner Ronald Freeman als eindeutiger Medaillenkandidat.
Nach dem Protest bei der Siegerehrung des 200-Meter-Laufes, der für Tommie Smith und John Carlos den Ausschluss aus dem US-Team zur Folge hatte, wollte Evans aus Solidarität für seine beiden Kollegen auf das 400-Meter-Finale verzichten. Smith und Carlos konnten Evans dann allerdings doch noch zur Teilnahme überreden.
Im Finale hatte Evans einen schnellen Start. Eingangs der Zielgeraden lag er knapp vor James. Evans hielt das Tempo hoch, doch James konnte folgen, es blieb bis zum Ziel ganz eng. Lee Evans siegte schließlich in der neuen Weltrekordzeit von 43,8 s mit einer Zehntelsekunde vor Larry James. Ronald Freeman komplettierte den US-Dreifachtriumph. Lee Evans und Larry James waren damit die ersten Athleten, die unter 44 Sekunden liefen.
Deutlich hinter den drei US-Läufern wurde Amadou Gakou aus dem Senegal Vierter, der Deutsche Martin Jellinghaus, der im Halbfinale den Europarekord eingestellt hatte, kam als bester Europäer auf Platz fünf.
Im sechzehnten olympischen Finale über 400 Meter lief Lee Evans zur elften US-Goldmedaille. Es war der vierte US-Sieg in Folge.

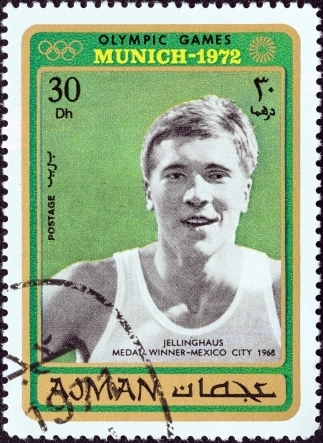
Martin Jellinghaus (hier auf einer Briefmarke) lief im Halbfinale Europarekord und belegte im Finale Rang fünf
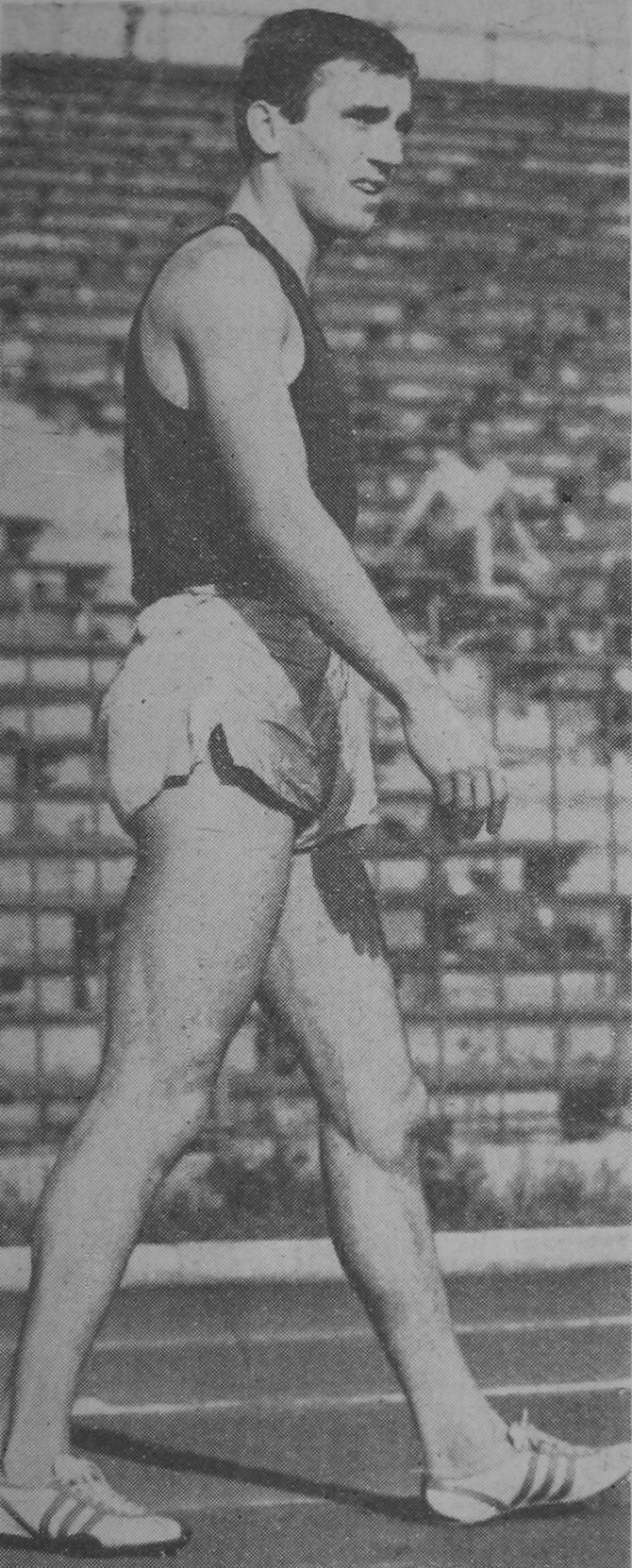
Rang sieben für Andrzej Badeński

## Video
- 400m (WR) 1968 Olympic Games, Mexico City, youtube.com, abgerufen am 16. September 2021